# Yaginumaella
Yaginumaella es un género de arañas saltarinas (familia Salticidae). Según el catálogo mundial de arañas, solo se reconocen 13 especies, las demás que alguna vez pertenecieron a Yaginumaella fueron transferidas al género Ptocasius.

## Especies
- Yaginumaella aishwaryi Sunil Jose, 2013
- Yaginumaella dali Shao, Li & Yang, 2014
- Yaginumaella flexa Song & Chai, 1992
- Yaginumaella hyogoensis Bohdanowicz & Prószyński, 1987
- Yaginumaella lobata Peng, Tso & Li, 2002
- Yaginumaella longnanensis Yang, Tang & Kim, 1997
- Yaginumaella lushuiensis Liu, Yang & Peng, 2016
- Yaginumaella medvedevi Prószyński, 1979
- Yaginumaella orthomargina Shao, Li & Yang, 2014
- Yaginumaella striatipes (Grube, 1861)
- Yaginumaella ususudi (Yaginuma, 1972)
- Yaginumaella variformis Song & Chai, 1992
- Yaginumaella wenxianensis (Tang & Yang, 1995)